# 羅克波特 (伊利諾伊州)
羅克波特（英語：Rockport）是位於美國伊利諾伊州派克縣的一個非建制地區。該地的面積和人口皆未知。

## 地理
羅克波特的座標為39°32′20″N 91°00′31″W / 39.53889°N 91.00861°W，而該地的平均海拔高度為150米（即492英尺）。